# Cañón de aire

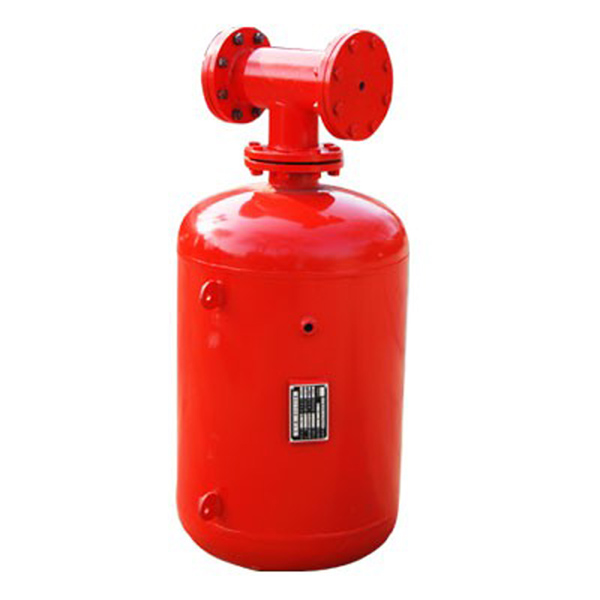
Cañón de aire

Un cañón de aire es un dispositivo de desatasco con dos componentes principales: un recipiente bajo presión (que almacena la presión del aire) y un mecanismo de disparo (que libera aire comprimido a alta velocidad).

## Uso
Se instalan permanentemente en plantas de cemento, silos, tolvas y tolvas para materiales pulverulentos y se utilizan para evitar la formación de grumos y maximizar la capacidad de almacenamiento. También se emplean en la industria cinematográfica y teatral para proyectar escombros simulados de explosiones y como efectos sorpresa en fiestas de Halloween y otras atracciones.
Estos dispositivos disparan ráfagas previamente controladas de aire comprimido, esto, con el objetivo de eliminar de manera efectiva cualquier tipo de suciedad o acumulación en una gran diversidad de recipientes sin causar daños. Existen varios tipos de cañones de aire por capacidad: desde 70 hasta 300 litros, entre mayor capacidad mejor será la remoción o movimiento de material. Estos dispositivos se controlan mediante un cilindro neumático, aunque también existen otros métodos de uso como los sistemas de resorte. Básicamente, el pistón permanece cerrado, esto permite la protección segura de los componentes internos del dispositivo, además proporciona seguridad al trabajador que lo manipula. Normalmente están diseñados con partes y componentes de acero, lo que permite una mayor durabilidad.